# Euchaetes bolteri
Euchaetes bolteri är en fjärilsart som beskrevs av Richard Harper Stretch 1885. Euchaetes bolteri ingår i släktet Euchaetes och familjen björnspinnare. Inga underarter finns listade i Catalogue of Life.